# Явленка (Казахстан)
Я́вленка (каз. Явленка) — село, центр Єсільського району Північноказахстанської області Казахстану. Адміністративний центр та єдиний населений пункт Явленського сільського округу.
Населення — 6032 особи (2021; 5630 у 2009, 6106 у 1999, 6767 у 1989).
Національний склад станом на 1989 рік:
- казахи — 77 %.